# 九龍區專線小巴44M線
九龍區專線小巴44M線是由首亨營運的九龍區專線小巴，來往長沙灣和昂船洲，發車時間10至30分鐘一班車，星期日或其他假日時改成30分鐘一班車，由長沙灣發車時，每日營運時間06:30-19:00。由昂船洲發車時星期一至星期六營運時間06:50至19:00；星期日或其他假日營運時間是06:45至18:45，全線除部份站點（興華街西碧海藍天第二座、荔盈街）前往荔枝角外收費6.8元。
九龍區專線小巴44線是由首亨營運的九龍區專線小巴，來往長沙灣和海盈邨，15至20分鐘一班車，營運時間每日06:30至22:50，15:45至22:50時會經過經海麗邨公共交通交匯處，收費6元，在海盈邨至大南西街或長義街間的路段收費4.2元。
九龍區專線小巴44A線是由首亨營運的九龍區專線小巴，來往長沙灣和海盈邨，上午30分鐘一班車，下午15至20分一班車，營運時間是每日06:30至23:00，其中從海盈邨發車時，營運時間是07:00至15:00，全線收費4.2元，15:45至23:00時調整成4元。
九龍區專線小巴44S線是由首亨營運的九龍區專線小巴，來往長沙灣和海盈邨，每10至20分鐘一班車，營運時間是每日06:30至22:30，全線收費5.2元。

## 簡介及歷史
昂船洲原為維多利亞港的一個島嶼，於1860年連同界限街以南的九龍半島依《北京條約》割讓予英國成為香港殖民地一部分，自此該島主要作軍事用途（一般民眾不能隨意前往），出入均由專船接載前往尖沙咀及中環。
隨着1989年香港機場核心計劃的公佈，香港政府於1990年代，於西九龍對開海面填海興建公路及鐵路連接新機場，同時將昂船洲與九龍半島連成一起，作為興建西九龍公路及機場快線連接到位於赤鱲角的新香港國際機場之用；同時香港政府也在該島興建葵涌8號貨櫃碼頭以容納更大的吞吐量，興華街西一帶又被劃作船塢用地。1996年，機場核心計劃大部分工程已完成，而昂船洲亦正式能以車輛到達，此路線亦應運而生，於1996年12月1日投入服務，當時稱為48M，後來路線編號改為44M。
2005年5月，44A線投入服務，以配合海麗邨入伙，服務時間為06:50-19:30，每8-10分鐘一班。
由於此路線沿線主要為工業用地，交通需求只限於上下班繁忙時間，故其餘時間客量十分低，甚至出現吉車遊街的情況。據營辦商透露，此路線的回報率超過負40%，即使靠同系的44A線收入補貼後仍然出現虧蝕，而此路線假日全日平均客量僅有220人，非繁忙時間載客量更只有70人（此情況於2018年加入19座小巴後更為顯眼），所以於2011年6月，營辦商首亨稱將於同年11月15日起停止營運此路線及44A線。然而，在同年9月獲准調整收費後，有關路線仍維持服務，更於同年11月13日分拆出路線44S，當時服務時間為每日09:00-17:00，翌年10月28日該路線延長服務時間至每日09:00-21:00。

## 八通達優惠
| - 此路線大小同價。 - 65歲或以上長者使用長者或個人八達通（包括「樂悠咭」），合資格殘疾人士使用「殘疾人士身份」個人八達通，以及60至64歲香港居民使用「樂悠咭」繳付車資，均可享有每程劃一$2.0的政府長者及合資格殘疾人士公共交通票價優惠計劃。 - 乘客可以現金或八達通卡於上車時付款，不設找贖。 |

## 用車列表
| 九龍44系路線用車列表 | 九龍44系路線用車列表 | 九龍44系路線用車列表 | 九龍44系路線用車列表 | 九龍44系路線用車列表     | 九龍44系路線用車列表     |
| 車牌                 | 代數                 | 座位數目             | 車隊編號             | 常駐路線                 | 備註                     |
| -------------------- | -------------------- | -------------------- | -------------------- | ------------------------ | ------------------------ |
| EE1088               | 2010年6DS            | 16                   | 9                    | 44                       | 原為紅小漢華小巴商會用車 |
| EH5714               | 2005年5LS2           | 16                   | 4                    | 44S                      | 原為富新聯用車           |
| FB890                | 2010年6LS            | 16                   | 3                    | 44／44A／44M／44S        | 原為紅小佐藍線用車       |
| LV4883               | 2005年5LS2           | 16                   | 5                    | 44／44A／44M／44S        |                          |
| MB7251               | 2005年5LS2           | 16                   | 1                    | 44S                      |                          |
| VD6486               | 2017年7LL            | 19                   | 8                    | 44A（夜間）／44S（日間） | 上午繁忙時間需柯打44M線  |
| VF5234               | 2018年7LL            | 19                   | 2                    | 44A（夜間）／44M（日間） |                          |
| VL4102               | 2018年7LL            | 19                   | 7                    | 44／44A／44M／44S        |                          |

## 行車路線

### 44M
無論發車方向，在16:00過後，均不會經過站點長順街、長裕街、長茂街。
- 起點站是長沙灣時會依序經過長順街、長裕街、長義街、長荔街、荔枝角道、通州街、興華街西、迴旋處、興華街西、迴旋處、昂船路、迴旋處及昂船路。
- 起點站是昂船洲時會依序經過昂船路、迴旋處、興華街西、迴旋處、興華街西、興華街、荔枝角道、大南西街、長義街、長茂街、長順街[1]。

### 44
- 起點站及終點站均是長沙灣 (青山道)，途中會依序經過東京街、順寧道、興華街、荔枝角道、大南西街、長義街、長荔街、荔枝角道、通州街、興華街西、迴旋處、興華街西、荔盈街、迴旋處、荔盈街、興華街西、迴旋處、興華街西、興華街、荔枝角道、大南西街、長沙灣道、興華街、元州街[2]。

### 44A
- 從長沙灣廣場發車時會依序經過長順街、長裕街、長義街、長荔街、荔枝角道、通州街、發祥街西、興華街西、深旺道、海麗街、海麗邨[3]。
- 從海麗邨發車時會依序經過深旺道、深盛路、興華街西、興華街、荔枝角道、大南西街、長義街、長荔街、長順街、長沙灣[3]。

### 44S
- 起點和終點均是海麗邨，途中會經過深旺道、深盛路、興華街、元州街、青山道、永隆街、元州街、興華街、興華街西、深旺道[4]。

## 外部連結
- 運輸署官方路線資料：九龍區專線小巴路線第44M號 （页面存档备份，存于）

- 小巴薈：九龍區專線小巴44號線 （页面存档备份，存于）
- 小巴薈：九龍區專線小巴44M號線 （页面存档备份，存于）
- 小巴薈：九龍區專線小巴44A號線 （页面存档备份，存于）
- 小巴薈：九龍區專線小巴44S號線 （页面存档备份，存于）